# Gintangan
Gintangan is een bestuurslaag in het regentschap Banyuwangi van de provincie Oost-Java, Indonesië. Gintangan telt 6339 inwoners (volkstelling 2010).